# Max Asher
Max Asher (5 de maio de 1885 - 15 de abril de 1957) foi um ator de cinema estadunidense que iniciou sua carreira na era do cinema mudo, e que atuou em 214 filmes entre 1913 e 1947. Comediante, sua atuação foi na grande maioria em comédias curtas, e fez parte da série de comédias da Universal Mike e Jake, onde interpretava Mike. Após deixar de atuar Max trabalhou no departamento de maquiagem na área cinematográfica, em 12 filmes, entre 1936 e 1952.

## Biografia
Seu primeiro filme foi a comédia curta-metragem de 1913 The Great Towel Robbery, produzido pela Powers Picture Plays. Em seguida trabalhou em Poor Jake's Demise (1913) e várias outras comédias curtas, pela Powers, Independent Moving Pictures Company e Universal Film Manufacturing Company. Pela Universal estrelou a série de comédias de Mike e Jake, em que interpretava Mike, enquanto Harry McCoy interpretava Jake, e contracenavam com Louise Fazenda. Eram episódios curtos, de apenas 10 minutos, e Louise Fazenda era um par constante.
Atuou também pela Sterling Film Company, ao lado de Ford Sterling. Pela Powers Pictures, atuou no seriado em 11 capítulos Lady Baffles and Detective Duck, em 1915, ao lado de Gale Henry. Atuou também pela Victor Film Company, Vitagraph Studios e Keystone Film Company, entre outras.
Quando iniciou a era sonora, atuou em poucos filmes, algumas vezes em pequenos papéis não creditados. Seu último filme foi The Perils of Pauline, em 1947, num pequeno papel não creditado.
A partir de 1936, passou a atuar no departamento de maquiagem, e trabalhou nessa área em vários filmes, tais como Reap the Wild Wind (1942), The Story of Dr. Wassell (1944), Unconquered (1947), e em 1952, na série de televisão Craig Kennedy, Criminologist.
Asher morreu em 15 de abril de 1957, em Los Angeles, e está sepultado no Hollywood Forever Cemetery.

## Filmografia parcial

### Ator
- The Great Towel Robbery (1913)
- Poor Jake's Demise (1913)
- Mike and Jake Among the Cannibals (1913)
- Mike and Jake at College (1913)
- Mike and Jake in the Wild, Wild West (1913)
- Mike and Jake Join the Army (1914)
- Mike Searches for His Long-Lost Brother (1914)
- Those German Bowlers (1915)
- The Fatal Hansom (1914)
- Lady Baffles and Detective Duck (1915)
- Lemonade Aids Cupid (1916)
- Kicked in the Kitchen (1917)
- His Hidden Shame (1918)
- A Yankee Princess (1919)
- The Silver Car (1921)
- The Ladder Jinx (1922)
- At Devil's Gorge (1923)
- The Bandit Tamer (1925)
- Beyond the Rockies (1926)
- The Call of the Wilderness (1926)
- The Mystery Pilot (1926)
- Lost at the Front (1927)
- Show Boat (1929)
- Soul of the Slums (1931)
- Little Man, What Now? (1934)
- The Perils of Pauline (1947)

### Departamento de maquiagem (parcial)
- Reap the Wild Wind (1942)
- Dixie (1943)
- The Story of Dr. Wassell (1944)
- Unconquered (1947)